# Rossige wilg
Rossige wilg (Salix atrocinerea, synoniem: Salix cinerea subsp. oleifolia Macreight) is een plant uit de wilgenfamilie (Salicaceae).

## Determinatie
Rossige wilg groeit als struik of boom en bereikt een hoogte van 6–10 m. De bladeren zijn groen van kleur, lancetvormig tot omgekeerd-eirond en bereiken een lengte van 5–6 cm. De bovenkant van de bladeren is glad van structuur terwijl de onderkant van de bladeren behaard is. De bladeren hebben vaak meer dan acht nerven. De steunbladeren zijn niervormig. De knoppen staan verspreid op de takken en hebben één knopschub. De knoppen zijn blauwgrijs van kleur.
De bloeiwijze is tweehuizig en uit zich in de vorm van katjes. De plant heeft zowel mannelijke als vrouwelijke katjes die variëren qua lengte van elkaar en variëren in lengte van 3,5–10 cm. De plant bloeit van maart tot en met april.

## Ecologie
Rossige wilg is een pioniersoort en komt voor in bosgebieden en op gronden waar verstoring heeft plaatsgevonden. De plant verdraagt geen zout en groeit graag op natte, mesotrofe gronden. De plant verdraagt schaduw.
Voor vogels kan rossige wilg aantrekkelijk zijn als nestelgelegenheid. Ook trekt het gewas diverse soorten insecten aan.

## Verspreiding
Rossige wilg komt voor door geheel Europa en delen van West-Azië. In Noord-Amerika komt de plant voornamelijk voor aan de oostkust van de Verenigde Staten. In Australië komt de soort sporadisch voor en in Nieuw-Zeeland komt de soort over het hele land verspreid voor. De soort is inheems in de Benelux. In Nederland en België is de soort vrij algemeen en niet beschermd, in België staat de soort echter wel op de rode lijst met als status niet bedreigd.
... · 
S. alba (schietwilg) · 
S. aurita (geoorde wilg) · 
S. babylonica (treurwilg) · 
S. babylonica 'Tortuosa' (kronkelwilg) · 
S. caprea (boswilg) · 
S. cinerea (grauwe wilg) · 
S. cinerea subsp. oleifolia (rossige wilg) ·  
S. daphnoides (berijpte wilg) · 
S. dasyclados (Duitse dot) · 
S. exigua (smalbladige wilg) · 
S. fragilis (kraakwilg) · 
S. herbacea (kruidwilg) · 
S. jejuna · 
S. myrsinifolia (zwarte wilg) · 
S. pentandra (laurierwilg) · 
S. polaris (poolwilg) · 
S. Salix purpurea (bittere wilg) · 
S. repens (kruipwilg) · 
S. sacchalinensis · 
S. sacchalinensis 'Sekka' (bandwilg) · 
S. sepulcralis · 
S. sepulcralis 'Chrysocoma' (gele treurwilg) · 
S. triandra (amandelwilg) · 
S. viminalis (katwilg) · 
...